# Rani (strip)
Rani is een Belgische stripreeks die begonnen is in december 2009 met Alcante (Didier Swysen) en Jean Van Hamme als schrijvers en Francis Vallès als tekenaar.

## Albums
Alle albums zijn geschreven door Jean Van Hamme en Didier Swysen, getekend door Francis Vallès en uitgegeven door Le Lombard. De serie verschijnt in acht albums.
| Nummer | Titel        | Originele titel           |
| ------ | ------------ | ------------------------- |
| 1      | Bastaard     | Bâtarde (december 2009)   |
| 2      | Bandiet      | Brigande (januari 2011)   |
| 3      | Slavin       | Esclave (april 2012)      |
| 4      | Meesteres    | Maîtresse (augustus 2013) |
| 5      | Wilde        | Sauvage (juni 2015)       |
| 6      | Veroordeelde | Condamnée (juni 2017)     |
| 7      | Koningin     | Reine (januari 2019)      |
| 8      | Markiezin    | Marquise (september 2020) |